# نبرد گوام
نبرد گوام نبردی است در جنگ جهانی دوم که در تاریخ ۸ دسامبر تا ۱۰ دسامبر سال ۱۹۴۱ و با حمله ارتش امپراتوری ژاپن به جزیره گوآم رخ داد و در نهایت با پیروزی ارتش امپراتوری ژاپن بر ارتش ایالات متحده آمریکا پایان یافت.